# El Cantante
El Cantante é um filme biográfico de 2006 estrelado pelos cantores Marc Anthony e Jennifer Lopez. O filme é baseado na vida do falecido cantor de salsa Hector Lavoe, interpretado por Anthony. O filme estreou inicialmente no Festival Internacional de Cinema de Toronto em 12 de setembro de 2006. Foi lançado nos cinemas em 3 de agosto de 2007, pela Picturehouse.

## Roteiro
Hector Lavoe (Marc Anthony), o Rei da Salsa, foi um dos maiores cantores da língua espanhola enquanto esteve vivo. Nesta cinebiografia, além de contar sobre o forte movimento da Salsa nos Estados Unidos, são revelados os segredos da vida particular de Lavoe, o vício em drogas pesadas e sua contaminação pelo vírus da AIDS.

## Elenco
- Marc Anthony
- Jennifer Lopez
- Danny A. Abeckaser
- Douglas J. Aguirre
- Christopher Becerra
- Denise Blasor
- Michael Caputo
- Federico Castelluccio
- Marcus Collins
- Anibal De Gracia
- Tony Devon
- Romi Dias
- Brother Douglas
- Vaneik Echeverria
- J. Teddy Garces
- Melissa Gonzalez